# Cuoiopelli Cappiano Romaiano 2008-2009
Questa voce raccoglie le informazioni riguardanti il Cuoiopelli Cappiano Romaiano nelle competizioni ufficiali della stagione 2008-2009.

## Rosa
| N. |                   | Ruolo | Calciatore         |
| -- | ----------------- | ----- | ------------------ |
|    | Italia (bandiera) | C     | Niki Agnorelli     |
|    | Italia (bandiera) | A     | Pietro Arnulfo     |
|    | Italia (bandiera) | P     | Tommaso Bercigli   |
|    | Italia (bandiera) | D     | Gaetano Bertini    |
|    | Italia (bandiera) | C     | Nicola Bulla       |
|    | Italia (bandiera) | C     | Matteo Caciagli    |
|    | Italia (bandiera) | D     | Michael Carusio    |
|    | Italia (bandiera) | C     | Federico Conti     |
|    | Italia (bandiera) | D     | Alessandro Di Maio |
|    | Italia (bandiera) | P     | Alessandro Flauto  |
|    | Italia (bandiera) | A     | Davide Galli       |
|    | Italia (bandiera) | C     | Marco Granariola   |
|    | Italia (bandiera) | A     | Jonathan Granito   |

| N. |                   | Ruolo | Calciatore          |
| -- | ----------------- | ----- | ------------------- |
|    | Italia (bandiera) | D     | Simone Iacoponi     |
|    | Italia (bandiera) | C     | Dario Lenzini       |
|    | Italia (bandiera) | D     | Massimo Macelloni   |
|    | Italia (bandiera) | D     | Emanuel Michelotti  |
|    | Italia (bandiera) | C     | Marco Napolioni     |
|    | Italia (bandiera) | A     | Manuel Nocciolini   |
|    | Italia (bandiera) | D     | Paolo Passera       |
|    | Italia (bandiera) | A     | Saverio Pellecchia  |
|    | Italia (bandiera) | A     | Vincenzo Pellecchia |
|    | Italia (bandiera) | D     | Simone Sales        |
|    | Italia (bandiera) | A     | Giacomo Tardiola    |
|    | Italia (bandiera) | C     | Marco Vendrame      |